# Todbjerg
Todbjerg is een plaats in de Deense regio Midden-Jutland, gemeente Aarhus, en telt 217 inwoners (2007).